# Штрасс, Георг Фридрих
Георг Фридрих Штрасс (фр. Georges Frédéric Strass, нем. Georg Friedrich Strass; 29 мая 1701, Страсбург, метрополия Франции — 22 декабря 1773, Париж) – ювелир из  Эльзаса, изобретатель искусственных драгоценных камней. Эти камни были названы по его имени стразами.

## Биография
На берегу Рейна Штрасс однажды нашёл блестящий камень, принятый им за алмаз. Но потом оказалось, что это – горный хрусталь, отличающийся сильным блеском и необычной окраской.
Штрасс решил изготовить подобный камень из расплавленного горного хрусталя. Для повышения блеска он использовал висмут и таллий, а цвета камней изменял с помощью солей металлов. Имитации были, по его мнению, настолько похожи на настоящие драгоценные камни, что он изобрел концепцию «искусственного драгоценного камня» для их описания. Он значительно улучшил блеск своих драгоценных камней, приклеив металлическую фольгу за ними. Эта фольга была позже заменена напыленным зеркальным покрытием.
Страсс открыл собственный бизнес в 1730 году и полностью посвятил себя разработке имитаций бриллиантов. За свои великие достижения он был удостоен звания «Королевский ювелир» в 1734 году.
Он был партнёром в ювелирном бизнесе мадам Прево. В течение этого времени он продолжал улучшать свои искусственные камни. Его работы пользовались большим спросом при дворе французского короля Людовика XV, и он контролировал большой рынок искусственных камней.
Разбогатев на своём открытии, он смог спокойно уйти на пенсию в 52 года.
1. 1 2  Georges Frédéric Strass // Roglo — 1997.